# Thomas Wolfe
Thomas Clayton Wolfe (Asheville, 1900. október 3. –‎ Baltimore, 1938. szeptember 15.) amerikai regényíró.
Wolfe négy hosszú regényt, valamint számos novellát és drámai művet írt. Arról ismert, hogy rendkívül eredeti, költői, rapszodikus és impresszionista prózát kever az önéletrajzi írásokkal. Az 1920-as évektől az 1940-es évekig írt és kiadott könyvei élénken reflektálnak az amerikai kultúrára és annak az időszaknak az erkölcseire, Wolfe érzékeny, kifinomult és hiperanalitikus perspektíváján keresztül.
Wolfe halála után William Faulkner kortárs író azt mondta, hogy Wolfe nemzedékük legnagyobb tehetsége lehetett abban, hogy minden más írónál magasabbra törekedett. Wolfe hatása kiterjed többek között a beatnemzedék írójának, Jack Kerouacnak, valamint Ray Bradburynek és Philip Rothnak az írásaira. Továbbra is fontos író a modern amerikai irodalomban mint az önéletrajzi regények egyik első mestere, és Észak-Karolina leghíresebb írójaként tartják számon.

## Fiatalkora
Wolfe az észak-karolinai Asheville-ben született William Oliver Wolfe (1851–1922) és Julia Elizabeth Westall (1860–1945) nyolc gyermeke közül a legfiatalabbként. Testvérei: Leslie E. Wolfe (1885–1886), Effie Nelson Wolfe (1887–1950), Frank Cecil Wolfe (1888–1956), Mabel Elizabeth Wolfe (1890–1958), Grover Cleveland Wolfe (1892–1904), Benjamin Harrison Wolfe (1892–1918) és Frederick William Wolfe (1894–1980). A gyerekek közül hatan élték meg a felnőttkort. Apja sikeres kőfaragó, sírköves vállalkozást vezetett.
Apja vállalkozása egy angyalt rakott ki az ablakba, hogy ezzel vonzza az ügyfeleket. Wolfe "nagyon részletesen írta le az angyalt" egy novellában és a Look Homeward, Angel című könyvében. Az angyalt eladták, és bár viták folytak arról, hogy melyik az igazi, 1949-ben a „Thomas Wolfe-angyal” helyét az észak-karolinai Hendersonville-ben található Oakdale temetőben határozták meg.
Wolfe anyja 1904-ben panziót nyitott a Missouri állambeli St. Louisban a világkiállításra. Amíg a család St. Louisban volt, a 12 éves Grover tífuszban meghalt.

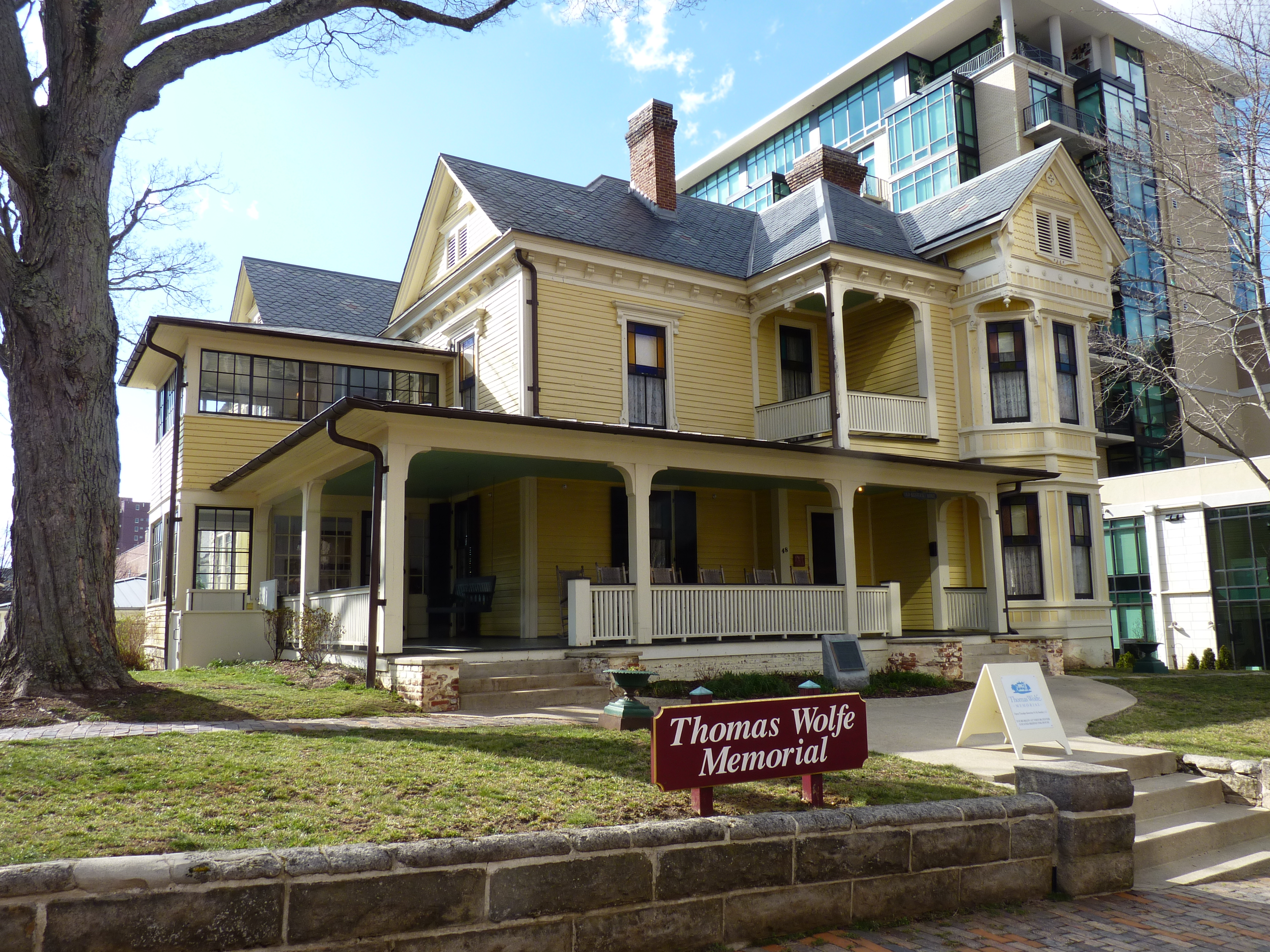
Thomas Wolfe House, 48 Spruce Street, Asheville

1906-ban Julia Wolfe vásárolt egy "Old Kentucky Home" nevű panziót a közeli Spruce Street 48. szám alatt Asheville-ben, ahol legfiatalabb fiával telepedett le, míg a család többi tagja a Woodfin Street-i rezidenciában maradt. Wolfe a Spruce Street-i panzióban élt egészen 1916-ig, amíg főiskolára nem ment. Ma a Thomas Wolfe-emlékmű. Wolfe állt a legközelebb bátyjához, Benhez, akinek 26 éves korában történt, korai halálát a Look Homeward, Angel (Nézz vissza, angyal!) című könyve írja le. Julia Wolfe sok ingatlant vásárolt és adott el, és végül sikeres ingatlanspekuláns lett.
Wolfe 15 évesen kezdett tanulni a Chapel Hill-i Észak-Karolinai Egyetemen (UNC). A Dialektikus Társaság és a Pi Kappa Phi testvériség tagjaként azt jósolta, hogy portréja egy napon New Westen az ünnepelt észak-karolinai kormányzó, Zebulon Vance közelében fog lógni, ahogy ma is. 1919-ben Wolfe drámaíró akart lenni, és beiratkozott egy drámaíró-tanfolyamra. The Return of Buck Gavin című egyfelvonásosát az újonnan alakult Carolina Playmakers adta elő, amelyet akkor Frederick Koch drámaíró osztályának osztálytársai alkottak, a címszerepet pedig Wolfe alakította. Szerkesztette az UNC diákújságát, a The Daily Tar Heelt, és elnyerte a Worth Prize for Philosophy-díjat „Az ipar válsága” című esszéjéért. Egy másik drámáját, a Harmadik éjszakát a Playmakers adta elő 1919 decemberében. Wolfe-ot beiktatták az Aranygyapjú tiszteletbeli társaságba.
Wolfe 1920 júniusában diplomázott az UNC-n művészeti diplomával, majd szeptemberben beiratkozott a Harvard Egyetemre, ahol drámaírást tanult George Pierce Bakernél. The Mountains című darabjának két változatát a Baker's 47 Workshop adta elő 1921-ben.
1922-ben Wolfe a Harvardon szerzett mesterdiplomát. Apja az év júniusában Asheville-ben halt meg. Wolfe még egy évet tanult Bakernél, és a 47 Workshop elkészítette 1923 májusában a Welcome to Our City című tízjelenetes színdarabját.
Wolfe 1923 novemberében ismét ellátogatott New Yorkba, és pénzt kért az UNC-nek, miközben megpróbálta eladni darabjait a Broadway-n. 1924 februárjában oktatóként kezdett angolt tanítani a New York-i Egyetemen, ezt a pozíciót rendszeres időközönként csaknem hét évig töltötte be.

## Karrier

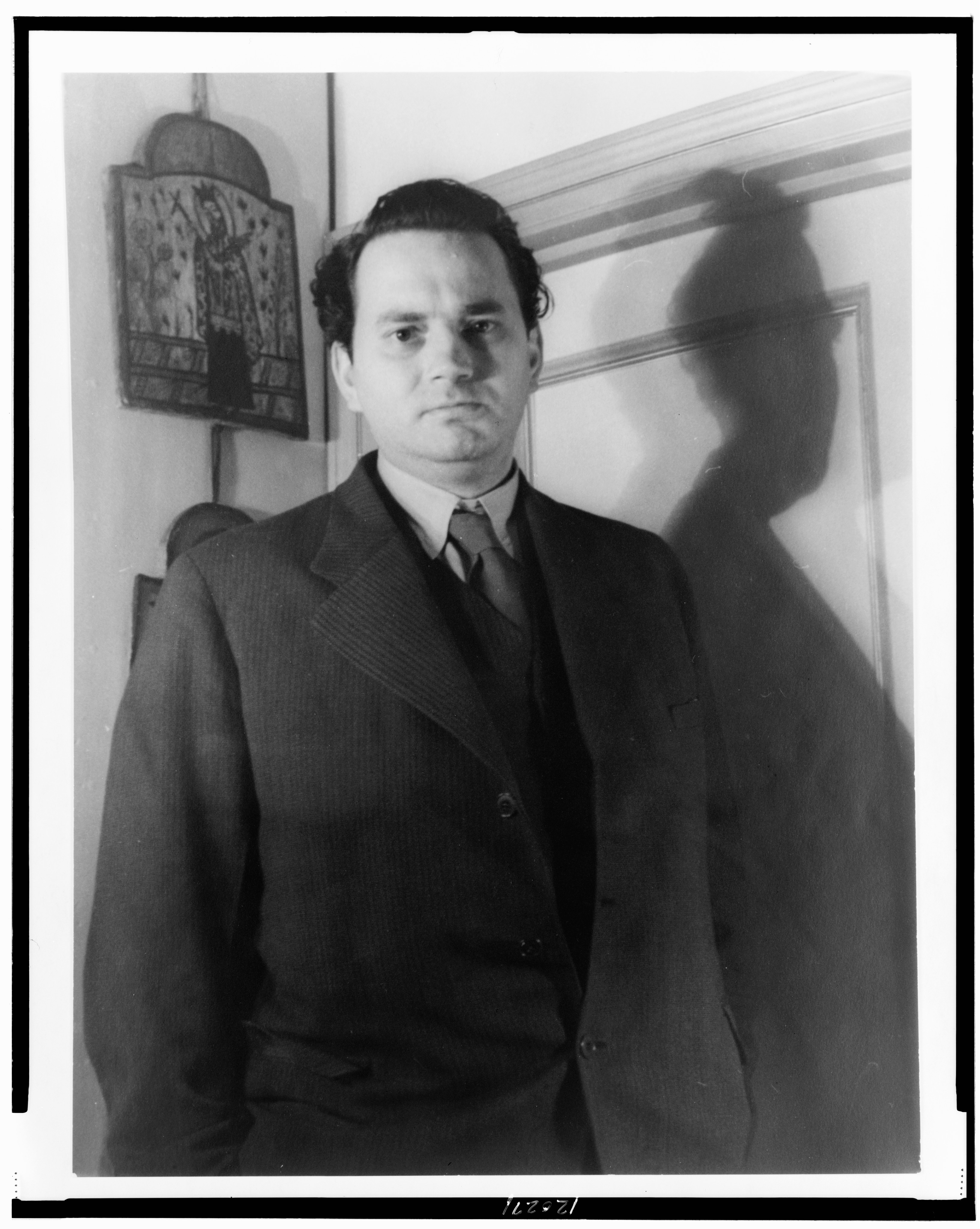
Thomas Wolfe, 1937
(fotó: Carl Van Vechten)

Wolfe három év után nem tudta eladni egyik darabját sem a nagy terjedelmük miatt. A Theatre Guild közel állt a Welcome to Our City színreviteléhez, de végül elutasította, és Wolfe úgy találta, hogy írói stílusa jobban illik a fikcióhoz, mint a színpadhoz. 1924 októberében Európába hajózott, hogy folytassa az írást. Angliából Franciaországba, Olaszországba és Svájcba utazott.
Visszatérő útján 1925-ben megismerkedett Aline Bernsteinnel (1880–1955), a Theatre Guild jelenettervezőjével, aki húsz évvel volt idősebb nála, egy sikeres tőzsdeügynök házastársa volt, akitől két gyermeke született. 1925 októberében ő és Wolfe szerelmesek lettek, és öt évig azok is maradtak. Viszonyuk viharos és néha harcos volt, de a nő erőteljes befolyást gyakorolt, bátorította és finanszírozta az írást.
Wolfe 1926 nyarán visszatért Európába, és elkezdte írni az O Lost című önéletrajzi regény első változatát. Az elbeszélés, amely a Look Homeward, Angel névre fejlődött, korai Asheville-i tapasztalatait fikcionizálta, és megörökítette a családot, a barátokat és az anyja Spruce Street-i panziójának lakóit. A könyvben a várost Altamontnak nevezte át, a panziót pedig Dixielandnek. Családja vezetékneve Gant lett, Wolfe pedig magát Eugene-nek, apját Olivernek, anyját pedig Elizának hívta. Az O Lost eredeti kézirata több mint 1100 oldalas (333 000 szó) volt, és stílusában jóval kísérletezőbb, mint a Look Homeward, Angel végleges változata. A Scribner's-hez nyújtották be, ahol a szerkesztést Maxwell Perkins, a kor legjelentősebb könyvszerkesztője végezte, aki Ernest Hemingway-vel és F. Scott Fitzgeralddal is dolgozott. Megvágta a könyvet, hogy jobban összpontosítson Eugene karakterére Wolfe helyett. Wolfe eleinte háláját fejezte ki Perkinsnek a fegyelmezett szerkesztésért, de később aggályai voltak. Mondták, hogy Wolfe apafigurát talált Perkinsben, és Perkins, akinek öt lánya volt, egyfajta nevelt fiát látta Wolfe-ban.
A Bernsteinnek szentelt regény 11 nappal az 1929-es tőzsdekrach előtt jelent meg. Nem sokkal ezután Wolfe visszatért Európába, és véget vetett a viszonyának Bernsteinnel. A regény nagy feltűnést keltett Asheville-ben több mint 200 vékonyan álcázott helyi karakterével. Wolfe úgy döntött, hogy nyolc évre távol marad Asheville-től a felzúdulás miatt; egy évre Európába utazott egy Guggenheim-ösztöndíjjal. A Look Homeward, Angel bestseller volt az Egyesült Királyságban és Németországban. Wolfe családjának néhány tagja fel volt háborodva a könyvben való ábrázolásukon, de húga, Mabel azt írta neki, hogy biztos benne, hogy a legjobb szándéka volt.
További négy év brooklyni írás után Wolfe második regénye, amelyet Scribner'snek nyújtott be, a The October Fair volt, egy többkötetes eposz, amely nagyjából annyi, mint Marcel Proust Az eltűnt idő nyomában című regénye. Miután mérlegelte a könyv teljes kiadásának kereskedelmi lehetőségeit, Perkins úgy döntött, hogy jelentősen megvágja, és egyetlen kötetet hoz létre. Az Of Time and the River kereskedelmileg sikeresebb volt, mint a Look Homeward, Angel. Ironikus fordulatként Asheville polgárai ezúttal jobban fel voltak háborodva, mert nem kerültek bele. Esther Jack karaktere Bernsteinre épült. 1934-ben Maxim Lieber volt az irodalmi ügynöke.
Wolfe-ot Edward Aswell rávette, hogy hagyja el a Scribner'st, és írjon alá a Harper & Brothershez. Egyes vélemények szerint Perkinst Wolfe munkájának szigorú szerkesztése késztette távozásra. Mások azt írják le, hogy egyre növekedett a neheztelés, amiért egyesek Perkins szerkesztői munkájának tulajdonították sikerét. 1936-ban Bernard DeVoto, a The Story of a Novel a Saturday Review számára azt írta, hogy a Look Homeward, Angelt "feltörték, megformázták, és olyasmivé tömörítették, ami hasonlít Perkins úr regényére és a Scribner's futószalagjára".
Wolfe sok időt töltött Európában, és különösen népszerű volt Németországban, ahol sok barátot szerzett. 1936-ban azonban szemtanúja volt a zsidók elleni diszkriminációnak, ami felzaklatta, és megváltoztatta a véleményét az országban zajló politikai fejleményekről. Visszatért Amerikába, és megfigyelésein alapuló történetet ("I Have a Thing to Tell You") publikált a The New Republicban. Megjelenését követően a német kormány betiltotta Wolfe könyveit, és megtiltotta számára az odautazást.
1937-ben jelent meg "Chickamauga" című novellája, amely az amerikai polgárháborús csatában játszódik. Wolfe 1937 elején tért vissza Asheville-be, először első könyve megjelenése óta.

## Halála
1938-ban, miután több mint egymillió szónyi kéziratot nyújtott be új szerkesztőjének, Edward Aswellnek, Wolfe elhagyta New Yorkot, hogy az Egyesült Államok nyugati részébe utazzon. Útközben megállt a Purdue Egyetemen, és előadást tartott "Írni és élni" címmel, majd két hét alatt beutazta a 11 nyugati nemzeti parkot, amely az ország egyetlen olyan része, ahol még soha nem járt. Wolfe azt írta Aswellnek, hogy míg korábbi írásaiban a családjára összpontosított, most globálisabb perspektívát vesz fel. Júliusban Seattle-ben megbetegedett tüdőgyulladásban, és három hetet töltött ott kórházban. Húga, Mabel bezárta panzióját Washingtonban, és Seattle-be ment, hogy gondoskodjon róla. Komplikációk léptek fel, és Wolfe-nál végül miliáris tuberkulózist diagnosztizáltak.
Szeptember 6-án Walter Dandy, az ország leghíresebb idegsebésze a baltimore-i Johns Hopkins Kórházba küldte kezelésre, de egy műtét során kiderült, hogy a betegség agyának teljes jobb oldalát ellepte. Anélkül, hogy magához tért volna, 18 nappal 38. születésnapja előtt meghalt.
Halálos ágyán és nem sokkal azelőtt, hogy kómába esett, Wolfe levelet írt Perkinsnek: Elismerte, hogy Perkins segített megvalósítani munkáját, és lehetővé tette azt. Zárásként ezt írta:
Mindig gondolni fogok rád, és úgy fogok érezni irántad, ahogy három évvel ezelőtt, július negyedikén, amikor találkoztál velem a hajónál, és kimentünk a kávézóba a folyón, megittuk, majd később felmentünk a magas épület tetejére, és alatta volt az élet és a város minden furcsasága, dicsősége és ereje.
Wolfe-ot az észak-karolinai Asheville-i Riverside temetőben temették el szülei és testvérei mellé.
Wolfe halála után a The New York Times ezt írta:
 Az övé volt a kortárs amerikai irodalom egyik legmagabiztosabb fiatal hangja, élénk, telt tónusú hangja, amelyről nehéz elhinni, hogy ilyen hirtelen elcsendesedhetett. A zsenialitás bélyegét viselte, bár fegyelmezetlen és kiszámíthatatlan zseni volt... Volt benne egy el nem költött energia, egy fáradhatatlan erő, csillapíthatatlan éhség az élet és a megnyilvánulások után, ami a magasságokba juttathatta és ugyanúgy le is téphette volna.
A Time ezt írta: "Thomas Clayton Wolfe múlt heti halála megdöbbentette a kritikusokat azzal a felismeréssel, hogy generációja amerikai regényírói közül ő volt az, akitől a legtöbbet várták."

## Posztumusz művei
Wolfe munkáinak kevesebb mint fele jelent meg életében, és halála után sok kiadatlan anyag maradt. Ő volt az első amerikai író, aki halálakor két teljes, kiadatlan regényt hagyott kiadója kezében. Két Wolfe-regényt, a The Web and the Rock és a You Can't Go Home Again posztumusz szerkesztette Edward Aswell, a Harper & Brothers. A regények „a valaha írt leghosszabb egykötetes regények közül kettő” volt (egyenként közel 700 oldal). Ezekben a regényekben Wolfe önéletrajzi karakterének nevét Eugene Gantról George Webberre változtatta.
Az O Lost, a Look Homeward, Angel eredeti "szerzői vágása", F. Scott Fitzgerald rekonstruálta, és Matthew Bruccoli 2000-ben publikálta Wolfe születésének századik évfordulóján. Bruccoli azt mondta, hogy bár Perkins tehetséges szerkesztő volt, a Look Homeward, Angel alulmúlja az O Lost teljes munkáját, és hogy a teljes regény kiadása „nem kevesebbet jelent, mint egy remekmű visszaállítását az irodalmi kánonba”.

## Kritikai fogadtatás
A Look Homeward, Angel megjelenése után a legtöbb lektor kedvezően reagált, köztük John Chamberlain, Carl Van Doren és Stringfellow Barr. Margaret Wallace azt írta a The New York Times Book Review-ban, hogy Wolfe „olyan érdekes és erőteljes könyvet készített, mint amilyen a vidéki amerikai élet zord körülményeiből még soha nem született”. A Scribner's magazinban megjelent névtelen ismertető Wolfe-ot Walt Whitmannel hasonlította össze, és azóta sok más lektor és tudós hasonlóságot talált munkáiban.
Amikor 1930 júliusában megjelent az Egyesült Királyságban, a könyv hasonló kritikákat kapott. Richard Aldington azt írta, hogy a regény „egy hatalmas tombolás terméke, formája szerves, kinetikus és átitatja az élet szeretete... Örülök Mr. Wolfe-nak”. Mind az 1930-as irodalmi Nobel-díjat átadó beszédében, mind az eredeti sajtótájékoztatón Sinclair Lewis, az első amerikai, aki elnyerte az irodalmi Nobel-díjat, ezt mondta Wolfe-ról: "Lehet esélye, hogy a legnagyobb amerikai író legyen... tény, nem értem, miért ne lehetne a világ egyik legnagyobb írója.”
Második regénye, az Of Time and the River megjelenése után a legtöbb kritikus és a közvélemény továbbra is támogatta, bár néhány kritikus hiányosságokat talált, miközben még mindig a nagyszerűség pillanataiért vagy aspektusaiért méltatta. A könyvet a közönség jól fogadta, és ez lett az egyetlen amerikai bestsellere. A kiadványt "1935 irodalmi eseményének" tekintették; ehhez képest a Look Homeward, Angel iránti korábbi figyelem szerény volt. Mind a The New York Times, mind a New York Herald Tribune lelkes kritikákat közölt a címlapon. Clifton Fadiman azt írta a The New Yorkerben, hogy bár nem volt biztos benne, mit gondol a könyvről, „évtizedek óta nem volt olyan ékesszólásunk, mint az övé az amerikai írásokban”. Malcolm Cowley, a The New Republic munkatársa úgy gondolta, hogy a könyv kétszer olyan jó lenne, ha fele olyan hosszú, de kijelentette, hogy Wolfe "az egyetlen kortárs író, akit Dickensszel és Dosztojevszkijjal lehet megemlíteni". Robert Penn Warren úgy gondolta, Wolfe olyan zseniális töredékeket produkált, amelyekből "számos szép regényt lehetne írni". Majd így folytatta: "És közben jó lehet visszaemlékezni arra, hogy Shakespeare csupán a Hamletet írta; ő nem volt Hamlet." Warren ugyanabban a recenzióban Wolfe-ot is dicsérte, akárcsak John Donald Wade egy külön recenzióban.
Noha élete során az egyik legfontosabb amerikai íróként ismerték el, F. Scott Fitzgeraldhoz, Ernest Hemingwayhez vagy William Faulknerhez hasonlítható, Wolfe hírneve halála óta „minden megsemmisült”, bár a The New York Times 2003-ban azt írta, hogy Wolfe hírneve és a kapcsolódó ösztöndíjak „felfelé ívelőn” látszanak. Gyakran kimarad a főiskolai kurzusokból és a nagy íróknak szentelt antológiákból. Faulkner és W. J. Cash nemzedékük legtehetségesebb írójaként sorolta Wolfe-ot, bár Faulkner később minősítette dicséretét. Annak ellenére, hogy korábban rajongott Wolfe munkásságáért, Faulkner később úgy döntött, hogy regényei „olyanok, mint egy elefánt, aki kutyuskodni próbál”. Ernest Hemingway úgy ítélte meg, hogy Wolfe „az irodalom túlpuffadt Li'l Abnerje”.

## Öröksége
David Herbert Donald délvidéki és harvardi történész Wolfe-életrajza, a Look Homeward elnyerte az életrajzi Pulitzer-díjat 1988-ban.
Wolfe sok más szerző műveit ihlette, köztük Betty Smith A Tree Grows in Brooklynban, Robert Morgan, a Gap Creek és a Prince of Tides szerzője, Pat Conroy, aki azt mondta: „Az írói karrierem abban a pillanatban kezdődött, amikor befejeztem a Look Homeward, Angel című könyvet." Jack Kerouac bálványozta Wolfe-ot. Ray Bradburyre Wolfe hatással volt, és karakterét szerepeltette könyveiben. Earl Hamner, Jr., aki a The Waltons című népszerű televíziós sorozatot készítője, fiatalkorában bálványozta Wolfe-ot.
Hunter S. Thompson Wolfe-nak köszönheti a híres "Fear and Loathing" kifejezését (a The Web and the Rock 62. oldalán).

## Levéltár
Két egyetem őrzi a Thomas Wolfe-anyagok elsődleges archív gyűjteményét az Egyesült Államokban: a Thomas Clayton Wolfe Papers a Harvard Egyetem Houghton-könyvtárában, amely Wolfe összes kéziratát tartalmazza, és a Thomas Wolfe-gyűjtemény az egyetem észak-karolinai gyűjteményében (Észak-Karolina, Chapel Hill). Minden októberben, Wolfe születésnapján, az UNC-Chapel Hill átadja az éves Thomas Wolfe-díjat és előadást egy kortárs írónak, amelynek korábbi díjazottjai többek között Roy Blount, Jr., Robert Morgan és Pat Conroy.

## Tisztelet
Sandra Mason Return of an Angel című darabja Wolfe családjának és szülővárosának, Asheville polgárainak reakcióit tárja fel a Look Homeward, Angel megjelenésekor. A darabot többször is színpadra állították a Thomas Wolfe-emlékmű közelében, október hónapban, születésnapja emlékére. Az Asheville-i Pack Memorial Library ad otthont a Thomas Wolfe-gyűjteménynek, amely "Asheville kedvenc fiát tiszteli". A Western North Carolina Historical Association 1955 óta minden évben átadja a Thomas Wolfe Memorial Literary Awardot az előző év irodalmi teljesítményéért. A Thomas Wolfe Társaság megünnepli Wolfe írásait, és éves áttekintést ad ki Wolfe munkásságáról. Az Egyesült Államok Postaszolgálata egy postabélyeggel emlékezett meg róla Wolfe születésnapjának 100. évfordulója alkalmából 2000-ben.

## Thomas Wolfe Társaság
Az 1970-es évek végén létrehozott Thomas Wolfe Society évente publikál Wolfe-hoz kapcsolódó anyagokat, folyóirata, a The Thomas Wolfe Review pedig tudományos cikkeket, szépirodalmi műveket és kritikákat tartalmaz. A Társaság irodalmi ösztöndíjakat is ítél.

## Adaptációk
1958-ban Ketti Frings átdolgozta a Look Homeward, Angelt egy azonos című darabbá. A Broadway-n 564 előadáson futott be az Ethel Barrymore Theatre-ben, hat Tony-díjra jelölték, és 1958-ban elnyerte a drámai Pulitzer-díjat. Fringst ugyanabban az évben a The Los Angeles Times "Az év nőjének" választotta. 1972-ben televíziós drámaként mutatták be, akárcsak az Of Time and the River egyórás változatát.
Wolfe Welcome to Our City című darabját diplomás iskolai évei alatt kétszer mutatták be a Harvardon, az 1950-es években Zürichben németül, 2000-ben pedig a New York-i Mint Színházban Wolfe 100. születésnapja alkalmából.
Herman Wouk 1962-es, Youngblood Hawke című bestseller-regényének címszereplője és az azt követő filmadaptáció lazán Wolfe-on alapult.
Wolfe szerkesztőjével, Maxwell Perkinsszel való kapcsolata volt az alapja egy 2016-os Genius című filmnek, amelyben Jude Law és Colin Firth játszotta Wolfe, illetve Perkins szerepét. Nicole Kidman alakította Aline Bernsteint.

## Művei
- Look Homeward, Angel (1929)
- No Door (novella, 1933; was published in two installments in Scribner's Magazine in 1933 and 1934, and later become part of his full-length Of Time and the River)[83]
- Of Time and the River (1935)
- From Death to Morning (1935)
- The Story of a Novel (1936)
- "Chickamauga" (short story) (1937)
- "The Child by Tiger" (short story; in the September 11, 1937 Saturday Evening Post)
- The Lost Boy (novella)|The Lost Boy (1937)
- The Web and the Rock (1939; published posthumously)
- You Can't Go Home Again (1940; published posthumously)
- The Hills Beyond (1941; published posthumously)
- Mannerhouse: A Play in a Prologue and Four Acts (1948; published posthumously)
- A Western Journal: A Daily Log of the Great Parks Trip, June 20–July 2, 1938 (1951; published posthumously)
- The Letters of Thomas Wolfe (1956; published posthumously)
- Short Novels of Thomas Wolfe (1961; published posthumously)
- The Mountains: A Play in One Act; The Mountains: A Drama in Three Acts and a Prologue (1970; published posthumously)
- Welcome to Our City: A Play in Ten Scenes (1983; published posthumously)
- Beyond Love and Loyalty: The Letters of Thomas Wolfe and Elizabeth Nowell (1983; published posthumously)
- My Other Loneliness: Letters of Thomas Wolfe and Aline Bernstein (1983; Richard Kennedy, ed.)
- The Hound of Darkness (1986; published posthumously)
- The Collected Stories of Thomas Wolfe (1987; Francis E. Skipp, ed.)
- The Good Child's River (1991; published posthumously)
- The Starwick Episodes (1994; published posthumously)
- The Party at Jack's (1995; published posthumously)
- To Loot My Life Clean: The Thomas Wolfe–Maxwell Perkins Correspondence (2000; Matthew J. Bruccoli & Park Bucker, ed.)
- O Lost: A Story of the Buried Life (2000)
- "God's Lonely Man" (undated essay)

Look Homeward, Angel and Of Time and the River were published in Armed Services Editions during World War II.

### Magyarul
- Nézz vissza, angyal. Az eltemetett élet története (Look Homeward, Angel) – Európa, Budapest, 1962 · fordította: Pálóczi Horváth Lajos
- Az időről és a folyóról. Legenda az ember ifjúkori éhségéről, I-II. (Of Time and the River) –  Európa, Budapest, 1968 · fordította: Göncz Árpád
- Az elveszett kisfiú (The Lost Boy) · fordította: Örkény István; A parkban · fordította: Molnár Klára; in: Az elveszett kisfiú. Amerikai elbeszélők a két világháború között; vál. Geher István, jegyz. Török András; Európa, Budapest, 1979

## Fordítás
- Ez a szócikk részben vagy egészben  a   Thomas Wolfe című angol Wikipédia-szócikk fordításán alapul.  Az eredeti cikk szerkesztőit annak laptörténete sorolja fel. Ez a jelzés csupán a megfogalmazás eredetét és a szerzői jogokat jelzi, nem szolgál a cikkben szereplő információk forrásmegjelöléseként.